# SV Waldhof Mannheim
SV Waldhof Mannheim er en tysk fodboldklub fra Mannheim i delstaten Baden-Württemberg, der spiller i den tyske liga Liga 3.
Klubben blev grundlagt 11. april 1907 og har spillet i Bundesligaen fra 1983 til 1990. Fra 2000 til 2003 spillede de i 2. Bundesliga med en fjerdeplads i 2001 som klubbens rekord. 
I 1939 var de i den tyske Pokalfinale hvor holdet tabte 0-2 til FC Nürnberg.

## Kendte spillere
- Jürgen Kohler
- Sepp Herberger
- Henrik Larsen
- Paul Steiner
- Milenko Vukcevic
- Christian Wörns
- Piotr Wozniacki